# Lemon Demon
Lemon Demon — музыкальный проект и группа, созданная американским комиком и музыкантом Нилом Сисеригой. Большую часть песен проекта исполняет исключительно Нил, но иногда вместе с полным ансамблем. Сисерига и ранее выпускал инструментальную музыку и несколько ремиксов на музыку для видеоигр под псевдонимом «Trapezoid», которое позже было переименовано в анаграмму «Deporitaz» по запросу другой группы, названной Trapezoid.

## История
С 2003 года Сисерига выпустил 7 полноформатных альбомов в рамках своего музыкального проекта Lemon Demon. В 2005 году он и аниматор Шон Вуллиез выпустили на Newgrounds анимационный музыкальный видеоклип «Ultimate Showdown of Ultimate Destiny» в формате Flash. Он набрал более 12 миллионов просмотров на Newgrounds, а также возглавил «Смешную пятерку» на шоу доктора Дементо в течение нескольких недель и стал запросом № 1 в 2006 году. Песня была позже включена в альбом 2006 года Dinosaurchestra . Обновленная запись песни была выпущена для Rock Band Network в 2010 году.
В апреле 2009 года Сисерига выпустил свои первые четыре альбома доступных для скачивания бесплатно на своем сайте neilcic.com; однако в настоящее время они размещены на сайте «lemondemon.com».
В январе 2016 года Нил анонсировал Spirit Phone, полноформатный альбом Lemon Demon, выпущенный 29 февраля 2016 года. Альбом был самым продаваемым альбомом на Bandcamp в течение первой недели после его выпуска 10 июля 2018 года было объявлено, что копии альбома на компакт-диске, кассете и виниле будут продаваться через Needlejuice Records., который позже будет распространять обновленные версии EP Lemon Demon I Am Become Christmas, Nature Tapes и View-Monster .

## Дискография

### Студийные альбомы
- Clown Circus (2003)
- Live from the Haunted Candle Shop (2003)
- Hip to the Javabean (2004)
- Damn Skippy (2005)[3]
- Dinosaurchestra (2006)
- View-Monster (2008)
- Spirit Phone (2016)[9]

### Концертные альбомы
- Live (Only Not) (2011)[9]

### Сборники альбомов
- Almanac 2009 (2009)

### EP
- I Am Become Christmas (2012)
- Nature tapes (2014)

### Синглы
- «Brodyquest» (2010)
- «Goosebumps» (2011)
- «Really Cool Wig» (2011)
- «Money Dollar Bills» (2012)
- «My Trains» (2013)
- «Two Trucks» (2013)
- «Everybody Loves Raymond» (2013)
- «Jaws» (2013)
- «Kubrick and the Beast (2015)»[9]

19 июня 2020 года лейбл Needlejuice Records выпустил Needlejustice, благотворительный альбом-сборник, включающий 22 песни от исполнителей Needlejuice, включая Lemon Demon, для NAACP Legal Defense Fund. Нил написал одну песню для альбома под названием «Funkytown». Он представляет собой дань уважения популярным песням 1970-х и 1980-х годов, в том числе песне "Funkytown" группы Lipps Inc.